# Международное евразийское движение
Международное евразийское движение (англ. International Eurasian Movement) — неправительственная общественная организация. Согласно сайту организации, на 2009 год имела филиалы в 22 странах, включая европейские, страны Ближнего и Дальнего Востока, Южной и Северной Америки.
Создано в 2003 году, основатель и лидер Евразийского движения — Александр Гельевич Дугин.

## Идеология
Идеологией движения является разработанная А. Г. Дугиным доктрина неоевразийства. Несмотря на название, эта доктрина сильно отличается от евразийства 20-30-х годов XX века, представляя собой локальную разновидность идеологии европейских «новых правых», которую, в свою очередь, специалисты интерпретируют как форму фашизма. Хотя идея этнического русского государства отвергается и, наоборот, ставится задача сохранения этнического разнообразия, русский этнос считается «наиболее приоритетным евразийским этносом», который должен исполнить цивилизационную миссию формирования Евразийской империи, которая займёт весь континент. Главной угрозой объявляются США и в целом «англо-саксонский мир». Наиболее предпочтительной формой правления заявляется диктатура и тоталитарное устройство государства с полным идеологическим контролем над обществом.
С момента возникновения МЕД позиционировался как аналитический центр, однако в действительности работал как рамочная структура для пропаганды неоевразийской доктрины Дугина. Основной целью движения было оказание прямого влияния на власти, что определяло лояльность движения к Кремлю. В свою очередь, Администрация президента покровительственно относилась к МЕД.
МЕД и Дугин предпочитают не сотрудничать напрямую с радикальными националистическими организациями, однако такие контакты, тем не менее, происходили на уровне ЕСМ.

## Руководство
Руководящим органом Международного Евразийского движения является Евразийский комитет. В состав Евразийского комитета входят: Дугин Александр Гельевич (руководитель Международного Евразийского движения), Гаглоев Михаил Георгиевич (заместитель руководителя Международного Евразийского движения), Коровин Валерий Михайлович (заместитель руководителя Международного Евразийского движения), Хазин Михаил Леонидович, Мелентьева Наталья Викторовна, Фурцев Дмитрий Евгеньевич.
В разное время руководящие посты в движении занимали: бывший первый заместитель Председателя Совета Федерации Александр Торшин, бывший президент Республики Южная Осетия Эдуард Кокойты, бывший главный редактор журнала «Профиль» Михаил Леонтьев и иные деятели, какое-то время соглашавшиеся ассоциироваться с МЕД: российский верховный муфтий Талгат Таджуддин, многолетний советник президента РФ Асламбек Аслаханов, тележурналист Эдуард Сагалаев, лидер прокремлёвской Прогрессивной социалистической партии Украины Наталия Витренко, главный редактор газеты минобороны РФ «Красная звезда» Николай Ефимов и другие.

## История

### Предыстория (партия «Евразия»)
В апреле 2002 года на базе общественного движения «Евразия» была создана одноимённая политическая партия. Председателем политического совета стал Дугин, председателем исполнительного комитета — Пётр Суслов, отставной полковник СВР и активный участник политической и бизнес-активности на Северном Кавказе.
Летом 2003 года партия «Евразия» вошла в состав Блока Сергея Глазьева, Дугин стал претендовать на роль идеолога блока. В конце августа — начале сентября 2003 года, при подготовке к выборам в Думу Блок Сергея Глазьева объединился с Конгрессом русских общин (КРО) Дмитрия Рогозина, в результате чего был создан избирательный блок «Родина». В ходе формирования избирательного списка блока выяснилось, что ни Дугин, ни кто-либо ещё из «Евразии» не может рассчитывать на проход в Госдуму. В связи с этим 19 сентября 2003 года Дугин объявил о выходе партии «Евразия» из блока «Родина» и принял участие в политтехнологической кампании по дискредитации избирательного блока.
Это решение было крайне негативно воспринято Сусловым: в октябре 2003 года он инициировал съезд «Евразии», на котором Дугин был смещён с должности председателя. В ответ 7 октября 2003 года Дугин собрал заседание политсовета партии, на котором Суслов был снят с поста председателя исполкома «Евразии». Этот конфликт решался в судебном порядке, и в ноябре 2003 года суд подтвердил правомочность решения проведенного Сусловым съезда партии.

### Основной период деятельности
Лишившись возможности контролировать партию «Евразия», Дугин инициировал проведение учредительного съезда Евразийского движения, состоявшегося 20 ноября 2003 года в Москве. На съезде присутствовали делегаты из регионов России и государств ближнего и дальнего зарубежья. 24 декабря 2003 года Министерство юстиции РФ утвердило международный статус движения. В конце 2003 — начале 2004 года был сформирован Высший совет МЕД.
- 21 октября 2004 года в рамках МЕД был создан Евразийский экономический клуб (ЕЭК), сооснователем которого стал бывший замминистра иностранных дел РФ Альберт Чернышёв. Клуб должен был заняться разработкой евразийской экономической теории (в том числе теории экономической интеграции евразийского пространства), реализацией евразийских проектов в области экономики и бизнеса, а также налаживанием системы экономических связей между странами Евразии[4].
- В феврале 2005 года было создано молодёжное отделение движения — Евразийский союз молодежи (ЕСМ), подчеркнуто прокремлёвская организация, провозгласившая своей задачей противодействие «оранжевой угрозе» в России[4].

До октября 2007 года движение сотрудничало с организацией «Братство» Дмитрия Корчинского, но из-за действий ЕСМ в Украине (надругательством над украинскими символами на горе Говерла) «Братство» объявило о прекращении сотрудничества с Международным Евразийским движением.
Определенным успехом МЕД в 2008 году называется назначение журналиста Ивана Демидова начальником идеологического управления политдепартамента «Единой России»: сам Демидов ссылался на Дугина и открыто называл себя «убеждённым евразийцем». Дугин же в тот период часто выступал в качестве аналитика и политолога на радио и в авторитетных печатных и электронных изданиях, участвовал в популярных телепередачах и ток-шоу.
Тогда же МЕД стремилось влиять на образовательный процесс в России в рамках «новой правой» стратегии, направленной на завоевание культурной гегемонии:
- В 2005 году образовательный департамент МЕД и проект Дугина «Новый университет» создали совместный проект «Евразийский образовательный канон», который представлял собой ряд выступлений и лекций Дугина в различных государственных университетах (прежде всего в МГУ и Новосибирском государственном университете) и на заседаниях ЕЭК.
- В рамках сотрудничества МЕД с православно-политическим интернет-проектом «Правая. Ру» Владимир Карпец, монархист-старообрядец, правовед и публицист, в 2006 году вёл «образовательные курсы духовного восстания против современного мира» для молодых участников и сторонников МЕД и ЕСМ.
- В сентябре 2008 года при социологическом факультете МГУ с участием декана факультета Владимира Добренькова был создан Центр консервативных исследований, руководителем которого стал Дугин. По его словам, Центр был учрежден для того, чтобы «наладить диалог интеллектуалов и ученых с властными структурами» — предполагалось, что именно в МГУ «будет проходить подготовка консервативных решений для власти».

В 2009 году, на фоне ссоры с Павлом Зарифуллиным, деятельность собственно МЕД начала сводиться к выступлениям Дугина и Коровина, следов чего бы то ни было ещё становилось все меньше даже на сайте организации. C 2016 года публикация статей прекратилась вовсе. В 2012 году, на фоне либерализации законодательства о партиях, Коровин подал заявку на регистрацию новой партии «Евразия», но создана она так и не была.
По оценкам центра «СОВА», после 2012 года (если не ранее) Международное евразийское движение как общественно-политическая организация уже не действовало. Дугин и Коровин продолжали активно выступать в публичном пространстве. ЕСМ также продолжил существование, в том числе участвуя в различных уличных акциях. А вот МЕД только изредка выпускал заявления по тому или иному поводу, не публикуя их на собственных сайтах. От лица МЕД на июль 2020 года продолжает вестись фактически только агитационная деятельность на сайтах «Евразия» и «Geoполитика», где публикуется множество статей на разные общественно-политические темы. Главный редактор «Geoполитики» Леонид Савин представляется как руководитель администрации МЕД, а его сайт по состоянию на 2020 год пополнялся активнее «Евразии».
В то же время за 3 года (с 2013 по 2015) крупными получателями государственных грантов стали НКО, продвигающие идею евразийства. За этот период они получили десятки грантов на сумму свыше 90 миллионов рублей. Среди получателей поддержки значатся «Фонд развития евразийского сотрудничества», «Евразийский союз молодёжи» и Институт евразийских исследований.